# Sarcostoma brevipes
Sarcostoma brevipes är en orkidéart som beskrevs av Johannes Jacobus Smith. Sarcostoma brevipes ingår i släktet Sarcostoma och familjen orkidéer.
Artens utbredningsområde är Sulawesi. Inga underarter finns listade i Catalogue of Life.